# Ziekenhuisbacterie

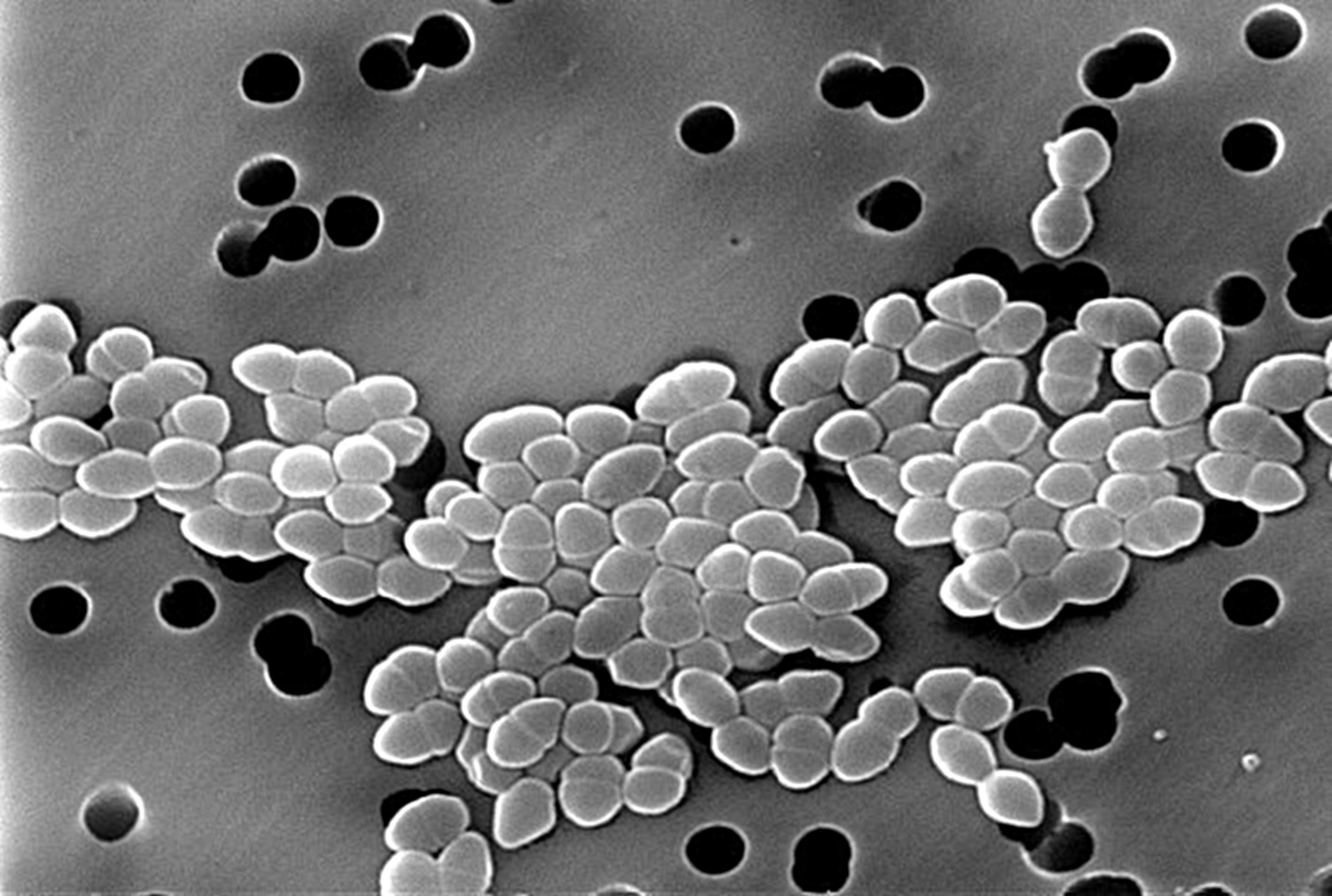
Vancomycine-resistente Enterococcus

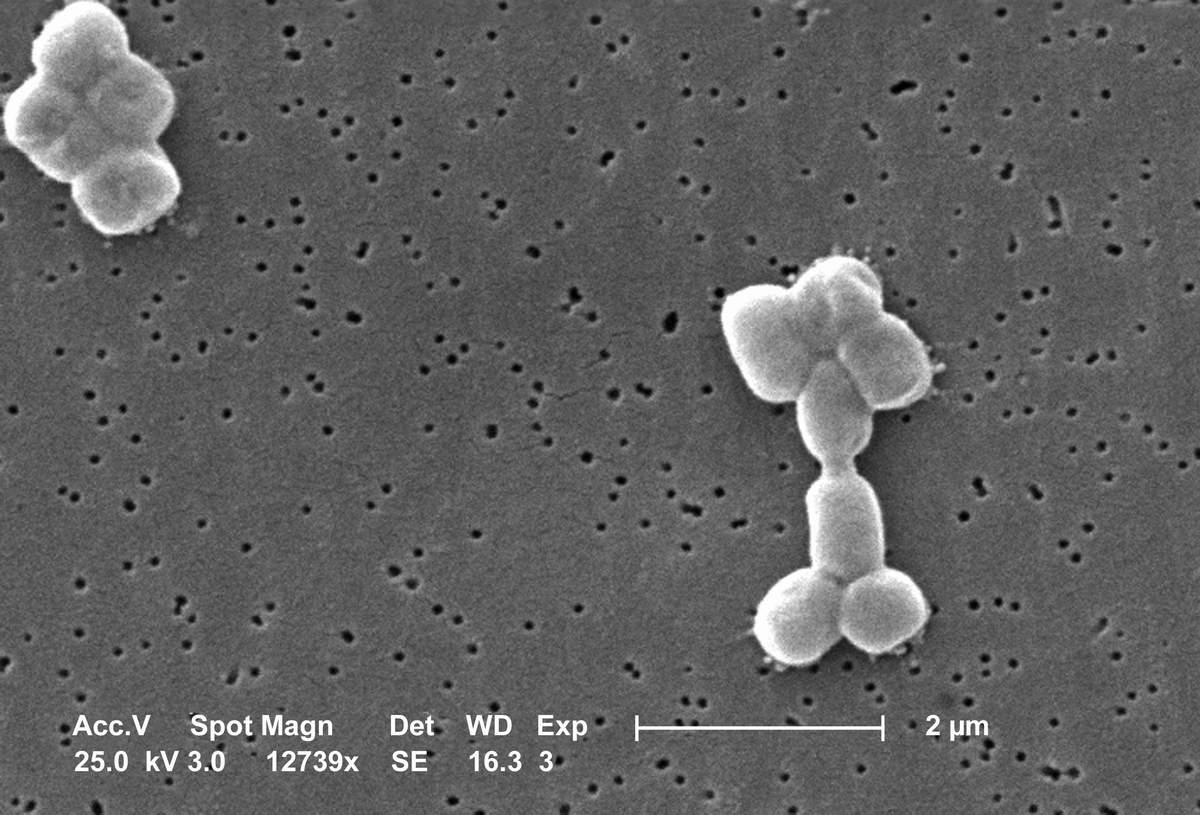
Acinetobacter baumannii

Ziekenhuisbacterie, ook wel superbacterie (Eng. superbug) genoemd, is een informele verzamelnaam voor een aantal soorten bacteriën, die resistent zijn voor (bijna) alle soorten antibiotica. Het gaat om mutanten van bestaande bacteriesoorten die door natuurlijke selectie na verloop van tijd, door overmatig of ondoordacht gebruik van bepaalde antibiotica een hoge mate van immuniteit hebben ontwikkeld. Dit verschijnsel komt zowel in de gezondheidszorg als in de veeteelt voor. Veel van deze bacteriën produceren het NDM-1, ESBL of carbapenemase-enzym dat door hydrolyse de werking van de antibiotica neutraliseert.
Een van de bekendste ziekenhuisbacteriën is Meticilline-resistente Staphylococcus aureus of MRSA, die aanvankelijk enkel in ziekenhuizen voorkwam, ondanks alle maatregelen voor een goede hygiëne. Omstreeks 1993 werd volgens het universitaire kinderziekenhuis van Chicago voor het eerst een MRSA variant buiten het ziekenhuis aangetroffen. Wanneer niet enkel bacteriën maar ook virussen of andere resistente pathogene micro-organismen zoals schimmels en parasieten worden aangeduid spreekt men van Bijzonder Resistente Micro-Organismen of BRMO.

## Voorbeelden van ziekenhuisbacteriën
- Meticilline-resistente Staphylococcus aureus (MRSA)
- Vancomycine-resistente Staphylococcus aureus (VRSA) en Vancomycine-intermediate Staphylococcus aureus (VISA)
- Meticilline-resistente Staphylococcus epidermidis (MRSE)
- Vancomycineresistente enterokok (VRE)
- Pseudomonas aeruginosa
- Carbapenemresistente Klebsiella pneumoniae (CRKP)
- Escherichia coli O104:H4, de resistente variant van de enterohemorragische Escherichia coli of EHEC-bacterie
- Carbapenemresistente Enterobacteriën (CRE)
- Clostridium difficile (ribotype 027)
- Multiresistente Acinetobacter baumannii (MRAB)
- Multiresistente tuberculosis (MDR TB)

## Preventie en bestrijding

### Preventie
Betere hygiëne in de ziekenhuizen en het wijzigen van het voorschrijfgedrag van artsen behoren tot de topprioriteiten in de strijd tegen de superbacterie. Sinds 2006 zijn antibiotica in het veevoer binnen de Europese Unie verboden. Experimenten in de veeteelt hebben ook aangetoond dat dieren die meer ruimte krijgen, minder stressgevoelig zijn en bijgevolg minder vatbaar voor ziektes.

### Bestrijding
Voor het bestrijden van resistente bacteriën worden tal van alternatieven voor reguliere antibiotica onderzocht waaronder:
- de bacteriofaagtherapie: het onderzoek naar faagmedicijnen is nog in een experimentele fase.
- het inzetten van anti-quorum sensing-moleculen: door hun communicatiegedrag te verhinderen deze moleculen dat bacteriën in groep het immuniteitssysteem aanvallen.
- Sommige honingsoorten zoals de medicinale versie van de manukahoning uit Nieuw-Zeeland bleken effectief tegen MRSA.
- De malacidines: in 2018 hebben wetenschappers van de Amerikaanse New York Rockefeller University met behulp van DNA-sequencing een nieuwe klasse van natuurlijke antibiotica ontdekt, afkomstig van micro-organismen uit bodemstalen die zélf antibiotica aanmaken tegen andere schimmels en bacteriën. Deze malacidines of macrocyclische lipopeptiden blijken uit testen op ratten heel goed te werken tegen MRSA maar zijn niet effectief tegen gramnegatieve bacteriën zoals de E.coli-bacterie. Volgens de studie, gepubliceerd in februari 2018 in Nature Microbiology, kan het nog tien jaar duren vooraleer de malacidines ook commercieel op mensen kunnen worden toegepast.[2]
- Volgens Amerikaanse en Britse wetenschappers zou een recept uit het tiende-eeuws oud medische manuscripten Bald's Leechbook, een probaat medicijn tegen MRSA zijn. Het mengsel, gefabriceerd uit prei, look, wijn en stierengal en aanvankelijk voorgeschreven tegen ooginfecties, bleek na proeven op muizen, bijzonder efficiënt bij de behandeling van met de ziekenhuisbacterie besmette huidwonden.[3]
- Volgens een studie die op 27 juli 2016 verscheen in Nature hebben Duitse wetenschappers in de neus van de mens een bacterie ontdekt die een krachtig antibioticum produceert. Bij mensen die drager zijn van de zogenaamde 'antibioticumbacterie' of S. lugdunensis werden significant minder MRSA-bacteriën aangetroffen.[4]
- In 2018 vonden wetenschappers van de Swansea University Medical School een bacterie die een efficiënt antibioticum bleek te zijn tegen meerdere ziekenhuisbacteriën. De onderzoekers ontdekten de streptomyces sp. myrophorea in het alkalisch grasland in de Boho Highlands in Noord-Ierland. Het eeuwenlange gebruik van deze geneeskrachtige grond in de lokale volksgeneeskunde vindt zijn oorsprong in de rituele natuurgeneeskunde van de Keltische druïden. De bacterie dankt haar naam 'myrophorea' (<Grieks: myro = mirre, parfum, phorea = drager) aan haar muntachtige geur en is fris, zoet en aards. Het is de geur die uit de grond opstijgt nadat het voor het eerst sinds lang geregend heeft.[5]